# Arcos (entreprise)
Vous pouvez aider à l'améliorer ou bien discuter des problèmes sur sa page de discussion.
- Son texte doit être wikifié : il ne correspond pas à la mise en forme Wikipédia (style, typographie, liens internes, liens entre les wikis, etc.). (Marqué depuis juillet 2023)
- Son ton est trop promotionnel ou publicitaire, voire hagiographique. Le texte doit adopter un ton neutre et encyclopédique. (Marqué depuis juillet 2023)

Arcos est une entreprise espagnole du secteur de la coutellerie qui opère internationalement dans plus de 94 pays. Son siège se situe dans la ville d'Albacete, en Espagne.

## Histoire
Arcos est une des entreprises les plus anciennes de l'Espagne, fondée en 1734.
C'est dans le Musée Archéologique National de l'Espagne que sont exposées les premières pièces fabriquées par Juan d'Arcos, fondateur de l'entreprise.

## Caractéristiques

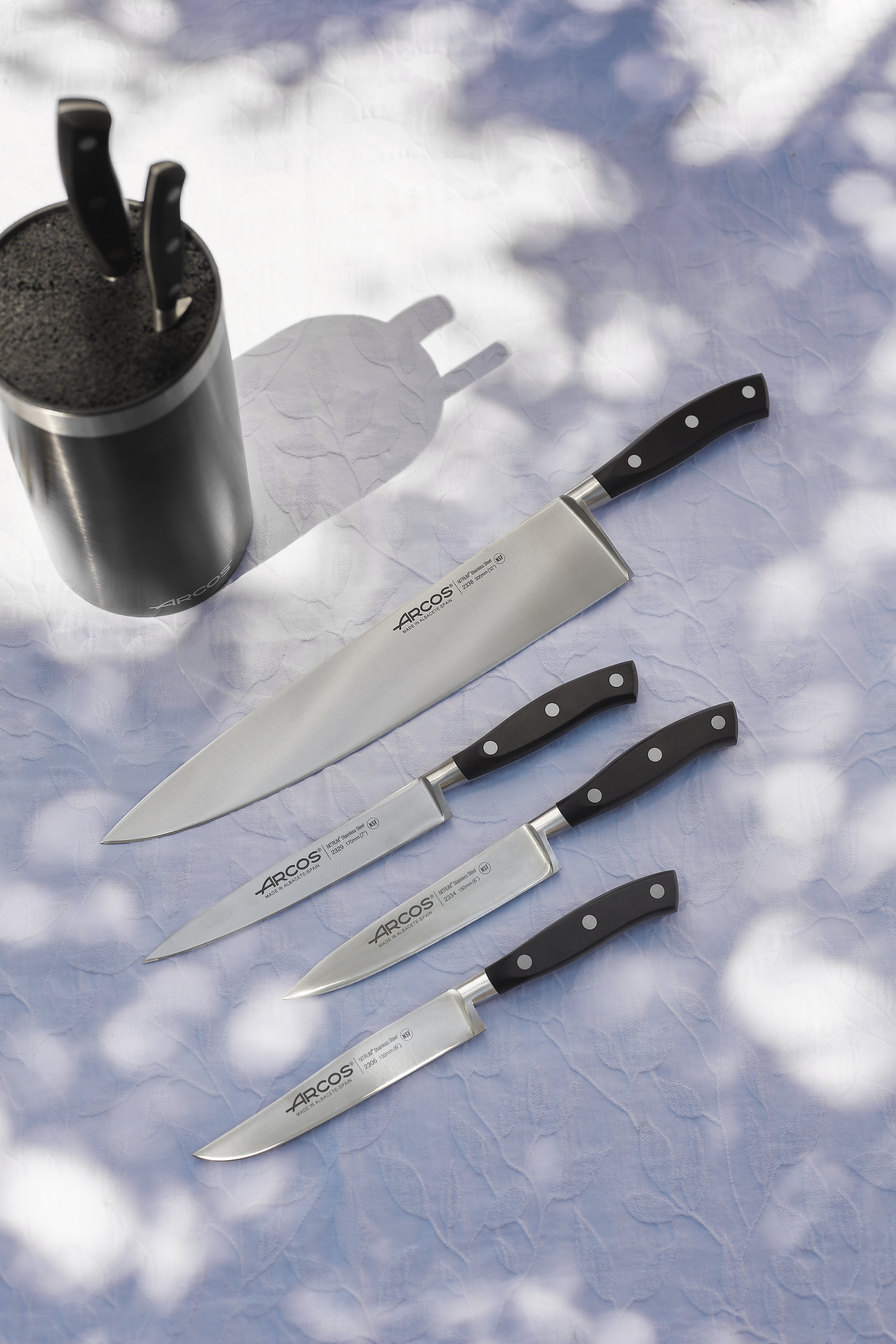
Couteaux de cuisine forgés Arcos, de la collection Riviera.

Arcos a 500 collaborateurs qui fabriquent plus de 1000 modèles différents de couteaux et plus de 75 000 pièces quotidiennes dans une surface de plus de 30 000 m2, ce qui représente plus de 14 millions de couteaux par an,.
Son siège est situé en Campollano. Entreprise familiale, Arcos appartient à 51 %  à la famille fondatrice Arcos.
Arcos est sponsor d'établissements tels que Masterchef, Euro-Toques, la Communauté européenne des cuisiniers ou du Basque Culinary Center.